# Friedrich von der Decken (Politiker, 1791)
Friedrich Christian Georg Burchard von der Decken (* 28. August 1791 in Stade; † 2. Dezember 1861 in  Melkof) war mecklenburgischer Gutsbesitzer und Politiker.

## Leben

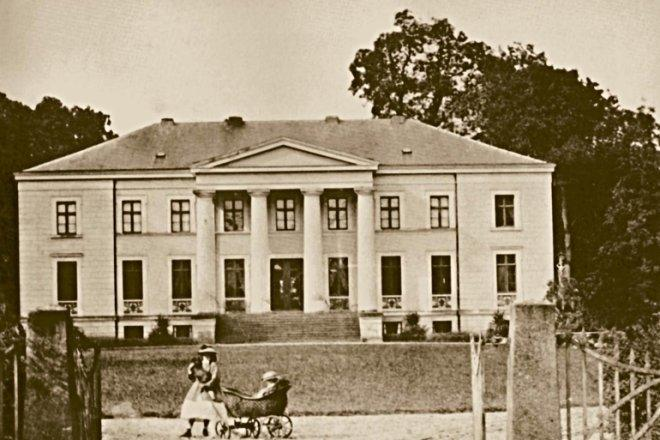
Herrenhaus Melkof (1865)

### Herkunft
Friedrich von der Decken war Angehöriger der Adelsfamilie von der Decken. Sein Vater war der königlich hannoversche Premierminister Claus von der Decken (* 1742; † 1826). Er selbst hinterließ keine Kinder.

### Werdegang
Friedrich von der Decken studierte ab 1807 Rechtswissenschaften an der Universität Göttingen und wurde gemeinsam mit seinem Bruder August (1789–1857) Mitglied des Corps Hannovera Göttingen, ab September 1809 wechselten beide infolge der Gendarmen-Affäre an die Universität Heidelberg, wo sie dem Corps Hannovera Heidelberg angehörten. Friedrich von der Decken nahm ebenfalls gemeinsam mit seinem Bruder August an den Befreiungskriegen in der King’s German Legion teil. Er war danach hannoverschen Regierungsrat, bevor er 1848 für den Wahlbezirk  Mecklenburg-Schwerin 24 / Lübtheen zur Mecklenburgischen Abgeordnetenversammlung gewählt wurde und sein Mandat ausfüllte. Er schloss sich keiner Fraktion an und war Mitglied im Ausschuss für das Schulwesen.
Er war Erbherr auf Melkof, Langenheide, Jesow und Klein Berkenthin, späterhin auch auf Rittershausen, Wischhof, Feldhof und Eickhof.
Die Güter Melkof, Klein Berkenthin, Langenheide, Jesow und Wischhof besaß er zunächst mit seinem Bruder Ernst Carl von der Decken (* 1796; † 1846) und dann die vier zuerst genannten mit seinem Neffen Julius von der Decken (* 1827; † 1867), das letzte mit seinem Neffen Karl Klaus von der Decken (* 1833; † 1865) bis zu seinem Tode gemeinsam.